# Wolf J. Bell
Wolf Jürgen Bell (* 10. Juni 1924 in Kassel; † 21. Juni 2014 in Wachtberg) war ein deutscher Journalist.

## Leben
Wolf J. Bell besuchte Schulen in Kassel, Bad Hersfeld und Fulda. Im März 1942 machte er Abitur am staatlichen humanistischen Gymnasium (heute: Rabanus-Maurus-Schule) in Fulda. Von April 1942 bis Kriegsende war er Soldat. Am Ende des Krieges geriet er in amerikanische und französische Gefangenschaft.
1946/47 arbeitete er bei der Deutschen Nachrichtenagentur (DENA), einer von der amerikanischen Besatzungsmacht im Herbst 1945 in ihrer Besatzungszone gegründeten Presseagentur. Von 1947 bis 1949 war er Korrespondent mehrerer deutscher Tageszeitungen beim Zwei-Zonen-Wirtschaftsrat und der amerikanischen Hohen Kommission. Bell verfolgte die Verhandlungen über das Grundgesetz und berichtete von den Konferenzen der Ministerpräsidenten von Herrenchiemsee bis Rittersprung bei Koblenz. Am 6. September 1949 schrieb er seinen ersten Bericht aus Bonn über die konstituierende Sitzung des Deutschen Bundestages. Er wurde Korrespondent für mehrere Tageszeitungen aus der Bundeshauptstadt Bonn. Darunter waren die Hessischen Nachrichten, Südwest Presse in Ulm, Rheinische Post in Düsseldorf und Darmstädter Echo.
Von 1969 bis 1978 war er politischer Korrespondent für die Neue Revue und Bunte Illustrierte. Bell kam 1970 als freier Mitarbeiter zum Bonner General-Anzeiger. Im April 1975 wurde er außenpolitischer Korrespondent der Parlamentsredaktion des Blattes. Am 30. September 1988 beendete Bell sein aktives Berufsleben. Er war jedoch weiterhin publizistisch tätig. Von 1989 an schrieb er als fester freier Mitarbeiter zur Außen- und Sicherheitspolitik verschiedener Tageszeitungen.
Bell war seit 1953 mit der Journalistin Ursula Bell geb. Münch verheiratet. Aus der Ehe sind zwei Söhne hervorgegangen.

## Ehrungen
- 1989: Verdienstkreuz 1. Klasse der Bundesrepublik Deutschland
- 1999: Theodor-Wolff-Preis für sein Lebenswerk.

## Veröffentlichungen (Auswahl)
- Heinrich von Brentano, Bonn 1961

- Franz Amrehn, Bonn 1962
- Hermann Höcherl, Bonn 1964
- Kai-Uwe von Hassel, Bonn 1965
- 40 Jahre Deutscher Bundestag, Stuttgart 1989